# Henrik Saxgren

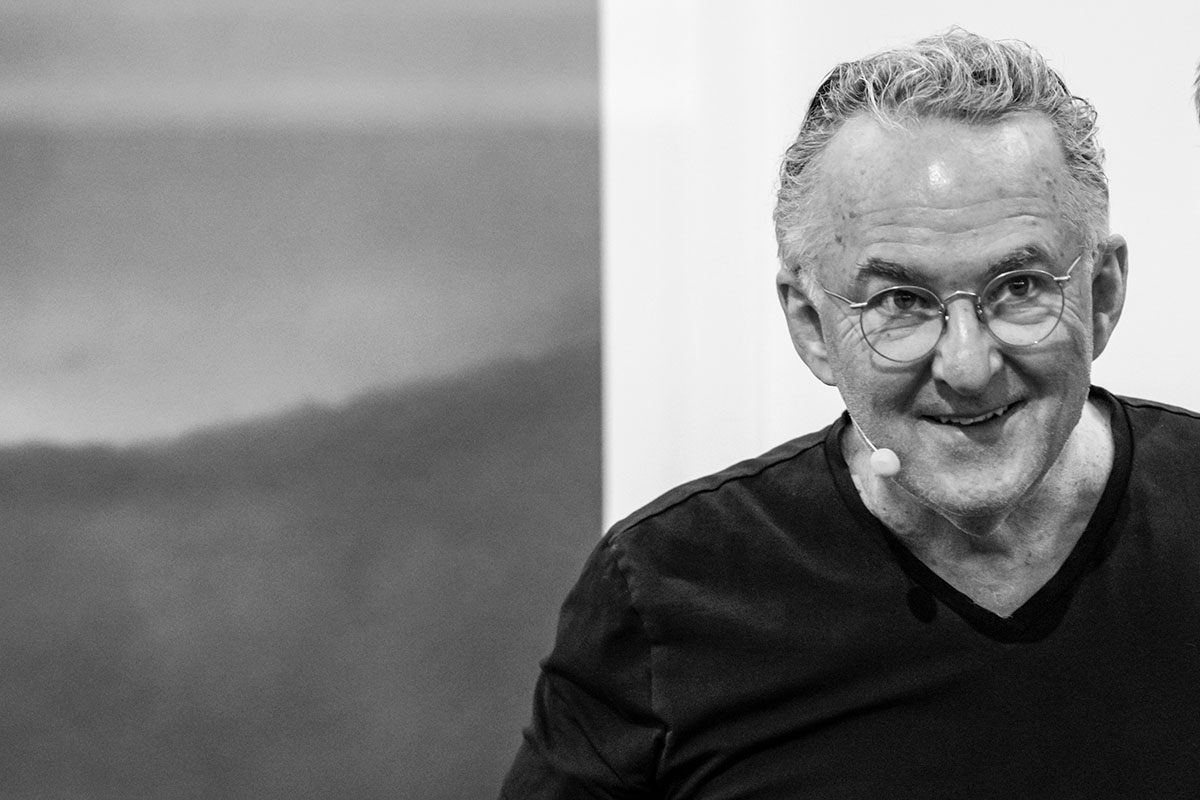
Henrik Saxgren (2022)

Henrik Saxgren (* 1. April 1953 in Randers, Jütland in Dänemark) ist Fotograf und Verleger.

## Leben und Werk
Nach der Schule machte er eine Ausbildung als Werbefotograf, bevor er sich dem Fotojournalismus zuwandte. Schwerpunkt hierbei sind Kuba und Ecuador sowie Krisengebiete wie Haiti, Palästina oder Ruanda. Von 1979 bis 1995 war er Gründungsmitglied der Fotoagentur 2Maj in Kopenhagen und gleichzeitig von 1985 bis 1991 Bildredakteur der kritischen dänischen Monatszeitschrift Ma(o)nadsbladet Press. Bis zur Veröffentlichung seines Buches Solomon's House im Jahre 2000 lebte Saxgren in Nicaragua. Anschließend verbrachte er zwei Jahre in Ecuador und Gaza in Palästina.
Seine Ausstellung von Fotografien Landscapes of War wurde unter anderem in Toronto, Esbjerg in Jütland, Glückstadt und in Kopenhagen gezeigt. 2006 stellte er den Fotoband War & Love - Immigration into the Nordic Countries fertig. Dieser porträtiert und schildert die Situation von ca. 80 Einwanderern und Einwandererfamilien in Dänemark und Schweden. Eine Ausstellung desselben Titels wurde bisher in Göteborg, Helsinki, Kopenhagen, Aarhus, Stockholm, Oslo und in Island gezeigt. Im Jahre 2009 stellte Saxgren eine Fotoserie mit dem Titel: Unintended Sculpture (deutsch: unbeabsichtigte Skulpturen) im National Fotografi Museum in Kopenhagen und in der Galerie Asbaek in Kopenhagen aus. In Deutschland erschien dazu in deutscher und englischer Sprache ein Bildband.

## Bildbände
- Points of View : P.O.V. Gyldendal, København 1998, ISBN 978-87-00-25318-6. Amerikanische Ausgabe: Aperture, New York, NY 1998, ISBN 0-89381-771-6.
- Landet uden faedre. Gyldendal, København 2000, ISBN 978-87-00-48438-2.
- Solomon's House : The Lost Children of Nicaragua. Amerikanische Ausgabe: Aperture, New York, NY ISBN 0-89381-920-4. (Vorwort: Bianca Jagger).
- Pylonia. Gyldendal, København 2000, ISBN 978-87-00-47664-6.
- Krig og Kaerlighed : om indvandringen i Norden. Gyldental, København 2006, ISBN 87-02-02472-1. Internationale Ausgabe: War and Love : about Immigration into the Nordic Countries.
- Eftersyn. Gyldendal, København 2003, ISBN 978-87-02-02459-3.
- Bill Kouwenhoven, Timothy Persons: Henrik Saxgren : Unintended Sculptures. Hatje Cantz, Ostfildern 2009, ISBN 978-3-7757-2501-9 (Ausstellungskatalog).

## Auszeichnungen
- 2006:  Martin Andersen Nexø-Prisen
- 2000: Carsten Nielsen-Prisen, Dansk Journalistforbund
- 1995: The Top One Hundred Photographers, Maine, USA.

## Öffentliche Sammlungen
- ARoS Aarhus Kunstmuseum, Dänemark
- Museet for Fotokunst, Odense, Dänemark
- Frederiksborg Museum, Dänemark
- Noorderlight Photography Gallery, Niederlande
- Carlsberg-Stiftung, Dänemark
- Danish Art Foundation (Dänische Kunststiftung)
- Dänische Königliche Bibliothek